# Alfa Romeo Crosswagon Q4
De Alfa Romeo Crosswagon Q4 is een SUV versie van de Alfa Romeo 156 en werd Alfa Romeo's terugkeer naar vierwielaandrijving.
De Crosswagon kwam in 2004 op de markt en was, geheel volgens de trend in de autowereld, een stationwagen die wat verruwd werd en wat hoger kwam te staan. In het geval van Alfa Romeo was die stationwagen de 156 Sportwagon. De bedoeling was de voordelen van een gezinsbreak te combineren met die van een SUV.
Voor de vierwielaandrijving zorgt het Alfa Romeo Q4 systeem. Twee differentieels verdelen de tractie tussen links en rechts en een derde Torsen C differentieel moet de verdeling tussen voor- en achterwielen regelen.